# 自動投球判定システム
自動投球判定システム（じどうとうきゅうはんていシステム、英: Automated Ball-Strike System(英語版)、ABS、もしくは自動ボールストライク判定システム、ロボット審判など）は、野球における投球のストライク・ボール判定を自動化するシステムで、ビデオ技術やセンサー（例：Trackman、Hawkeye）を用いて球の軌道を3次元で追跡し、ストライクゾーン内かどうかを判定する。このシステムは、人間審判の誤りを減らし、ゲームの公平性を高めることを目指している。

## 経緯
ABSの開発は2009年にマイナーリーグベースボール（MiLB）で始まった。当初は「QuesTec」と呼ばれるシステムが使用され、球審の判定を補助する役割だった。2019年、メジャーリーグベースボール（MLB）は新しいABSを発表し、2021年からマイナーリーグで試験運用を開始。2022年にはMiLBのトリプルAリーグで導入され、翌年には全30球場で使用されるようになった。
また、2024年から韓国のKBOリーグでは完全自動化されたABSが導入されており、球審はイヤホンで判定を聞き、コールするだけとなっている。

## 概要
ABSは、球場に設置された複数の高性能カメラで投球の軌道を追跡する。2022年には「Trackman」、2023年には「Hawkeye」が使用され、球の位置と速度を精密に計測する。判定結果は球審のイヤホンに伝えられ、コールが行われる。
2025年のMLBスプリングトレーニングでは、ABSチャレンジシステムが試験導入されている。このシステムでは、球審の判定に対して投手、捕手、打者がチャレンジを申し出ることができ、ABSが最終判定を行う。各チームは1試合に2回までチャレンジ可能で、判定が覆らなかった場合、回数が減る。
試験導入されている球場は、アリゾナ州とフロリダ州の13球場で、19チームが参加。

## プロ野球での使用状況
MLBでは、2025年のスプリングトレーニングでABSチャレンジシステムを約60％の試合で試験導入している。例として、2025年2月20日のロサンゼルス・ドジャース対シカゴ・カブスの試合では、カブスの投手コディ・ポティートがチャレンジを成功させ、判定がストライクに覆った。
一方で、一度導入したものの短期間で取りやめる動きもある。2022年1月13日、米独立リーグのアトランティックリーグは、ストライクの自動判定を取りやめると発表。選手から不満が噴出したため、短期間での終了となった。
日本ではNPB（日本プロ野球）での公式導入はまだなく、メディアでの報道や日本人審判の経験談が主な情報源となっている。松田貴士（MLB傘下3Aの審判員）は、ABSの運用について「原則、投球の判定に関して人間の判断を挟まない」と述べている。

## 論争と批判
ABSの導入には賛否両論がある。賛成派は、判定の正確性が向上し、ゲームの公平性が増すと主張する。特に、2024年のマイナーリーグでの試験では、チャレンジされた判定の51％が覆る結果が出ている。
一方、反対派は、人間審判の役割や伝統の喪失を懸念し、ゲームの流れが途切れる可能性（例：チャレンジによる15-20秒の遅延）を指摘する。SNS上では「時間がかかりすぎ」「伝統を守るべき」といった意見が見られる。また、技術的な問題や導入コストも課題。

## 日本での展望
日本ではまだ公式な導入はないが、NHKや日刊スポーツなどのメディアでABSが取り上げられており、将来的な導入が議論される可能性がある。松田貴士の経験談からは、ABSが名捕手の定義を変える可能性や、選手・ファンへの影響が指摘されている。MLBの動向次第では、NPBや国際大会（例：WBC）での採用も視野。